# Pavel Zelenka
Pavel Zelenka (* 1970, Mladá Boleslav) je český grafický designér, redaktor, podnikatel, spoluzakladatel nakladatelství Triton, politik a místostarosta městské části Praha 7. V letech 2018–2022 byl členem zastupitelstva hl. m. Prahy. Je členem sdružení Praha sobě.
Pět let přednášel na UMPRUM nauku o tvorbě značek, 10 let byl editorem odborného mezinárodního časopisu Typo, dva roky byl členem grémia mezinárodní typografické asociace ATypI.
Ve funkci místostarosty v Praze 7 má na starost zejm. dopravu, strategické projekty a veřejné zakázky.